# Pfalzberger Feldbahn
| Pfalzberger Feldbahn              | Pfalzberger Feldbahn |
| --------------------------------- | -------------------- |
| Loren der Pfalzberger Feldbahn    |                      |
| Gleisbau der Pfalzberger Feldbahn |                      |
| Streckenlänge:                    | 0,270 km             |
| Spurweite:                        | 600 mm (Schmalspur)  |
|                                   |                      |

Die Pfalzberger Feldbahn (PFb) ist eine private, nicht öffentlich zugängliche Feldbahnanlage in der Spurweite 600 mm in Tobelbad bei Graz.

## Geschichte und Bau
2015 wurden die ersten 400 m Schienen (also 200 m fertiges Gleis) im Profil S10 aus dem ehemaligen Ziegelwerk Pottenbrunn (NÖ) gekauft und zusammen mit zwei Feldbahnloren (Baujahr etwa 1930–1940) zur Pfalzberger Feldbahn verbracht. Mit diesem Kauf war der Grundstein für die Feldbahn gelegt. Im August 2015 wurde mit der Trassierung begonnen, nach weiteren Bauarbeiten wie der Erstellung eines Lokschuppens und zweier Stahlbrücken wurden die Bauarbeiten am Oberbau im September 2016 fertiggestellt.
Im selben Jahr wurde eine historische Diesellokomotive der Marke Gmeinder aus Privatbesitz angeschafft und nach Stainz zur Revision überstellt. Die Revision wurde am 8. Juni 2016 fertiggestellt und die Lokomotive zur PFb überstellt. Seit Januar 2017 wird die Anlage um eine Wagenremise und zwei Abstellgleise erweitert. Derzeit ist die Anlage bedingt durch die Bauarbeiten noch nicht öffentlich zugänglich. Im Jänner 2022 wurde von den Grundstücksbesitzern und ihren Freunden der Verein zur Errichtung und Erhaltung von Schmalspur- und Feldbahnen sowie industriegeschichtlicher Güter gegründet, um die anstehenden Aufgaben gemeinsam zu meistern.

## Schienenfahrzeuge
Die Liste der Schienenfahrzeuge und Waggons:
- Lokomotive: Bdm, 22–24 PS, Baujahr 1942, Spurweite 600 mm, Gewicht 4,5 t, ehemalige Strecken-Lokomotive der Bockerlbahn Bürmoos

- Waggons:
  - 2 Feldbahnloren Baujahr ca. 1940–50
  - 1 Rundkipper Baujahr ca. 1900,
  - 1 Schotterwaggon,
  - 4 offene Personenwagen, Bezeichnung Cm10 bis Cm13,
  - 1 Lorenuntergestell (derzeit im Aufbau als geschlossener Güterwagen),
  - 1 Hilfszugwagen
  - 1 vierachsiger Personenwagen Baujahr 1993 ex GKB Golfanlage Piberstein als Caddy-Train eingesetzt.